# Andrea Kathrin Loewig
Andrea Kathrin Loewig (* 22. September 1966 in Merseburg) ist eine deutsche Schauspielerin und Synchronsprecherin.

## Leben

### Herkunft, Ausbildung und Theater
Andrea Kathrin Loewig, Tochter eines Monteurs und einer Drogistin, studierte nach ihrem Abitur an der Hochschule für Schauspielkunst „Ernst Busch“ Berlin und an der Staatlichen Ballettschule Berlin. Parallel nahm sie Gesangsunterricht und besuchte Workshops der Stage School of Music, Dance & Drama Hamburg und am Theater des Westens Berlin. 1998 ergänzte sie ihre Ausbildung im Hollywood Acting Workshop in Los Angeles.
Loewig spielte mehrere Rollen an verschiedenen Theatern. 2006 war sie in einer Neuauflage des Musicals Cabaret in Leipzig sowie 2007 in der Musicalproduktion Lola & Sally zu sehen, wo sie die weibliche Titelrolle Sally übernahm.

### Film und Fernsehen
1989 gab Loewig unter der Regie von Eberhard Schäfer in dem Fernsehfilm So eine Frau in der Rolle der Jana Struwe ihr Filmdebüt an der Seite des Mutter-Tochter-Gespanns Brigitte Krause und Maxi Biewer. Von 1990 bis 1991 übernahm sie kleinere Nebenrollen in der Krimireihe Polizeiruf 110. In dem letzten und siebten Schwank der Drei-reizende-Schwestern-Reihe Ein Hauch von Alpenglüh’n übernahm sie 1991 an der Seite von Helga Göring, Marianne Kiefer und Ingeborg Krabbe die Rolle der Yvonne Schulze, die in den vorherigen Folgen von Annette Gunkel gespielt wurde.
Nach der Wende erhielt sie in der RTL-Soap Gute Zeiten, schlechte Zeiten eine feste Seriennebenrolle als Iris Gehbauer, die sie von 1993 bis 1994 spielte. Von 1996 bis 1997 spielte sie in der ZDF-Fernsehserie Der Mond scheint auch für Untermieter die Rolle der Mona Lorenz. Der Durchbruch als Schauspielerin gelang ihr mit der Rolle der Oberärztin für Anästhesie und Chirurgie Dr. Kathrin Globisch in der ARD-Krankenhausserie In aller Freundschaft, die sie seit Juli 1999 (Folge 41) an der Seite von Thomas Rühmann spielt. 2008 gehörte sie als Physiotherapeutin Yvonne Rietz in der Jugendserie Endlich Samstag! zur Stammbesetzung.

### Sprechertätigkeit
Loewig ist eine vielbeschäftigte Synchronsprecherin, u. a. lieh sie ihre Stimme Brenda Strong in Desperate Housewives und Dallas, Kelly Rowan in O.C., California, Christa Miller in Scrubs – Die Anfänger oder Elizabeth Anne Allen als Amy Madison in der Serie Buffy – Im Bann der Dämonen. Für ihre Synchronisation der von Charlize Theron gespielten Serienmörderin Aileen Wuornos in dem US-amerikanisch-deutschen Kinofilm Monster (2003) erhielt sie 2004 den Deutschen Preis für Synchronarbeit in der Kategorie „Herausragende weibliche Synchronarbeit“. Im Februar 2013 erschien mit Gute Besserung...: wünschen ein gemeinsames Hörbuch mit ihrem Schauspielkollegen Johannes Steck.

### Soziales Engagement
Loewig unterstützt die Förderschule „Schule des Lebens“ in ihrer Geburtsstadt Merseburg, indem sie Freizeitaktivitäten organisiert, Spendengelder sammelt und als ehrenamtliche Patin die dort zur Schule gehenden geistig und körperlich behinderten Kinder unterstützt. Zudem engagiert sie sich seit mehreren Jahren für die Hilfsorganisation „Hand in Hand e. V.“, die notleidende Kinder in Afrika unterstützt.

### Privates
Loewig war einige Jahre mit dem Regisseur Peter Wekwerth liiert. Aus einer anderen Beziehung entstammt eine im Juli 2008 geborene Tochter. Ihre Tochter war in Folge einer Borreliose an einer Fazialislähmung erkrankt und wurde an der Berliner Charité medizinisch behandelt. Die Schwangerschaft wurde in die Drehbücher der Serie In aller Freundschaft integriert, die von Loewig verkörperte Figur Dr. Kathrin Globisch ist in der damaligen Staffel ebenfalls schwanger. Nach siebenjähriger Liaison heiratete sie Ende Juli 2021 den Berliner Architekten Andreas Thiele. 2022 erschien ihre Autobiografie Feuerpferd: Fest entschlossen, die Welt zu erobern im Verlag Neues Leben.

## Filmografie (Auswahl)
- 1989: So eine Frau
- 1989: Zum Teufel mit Harbolla
- 1990: Polizeiruf 110: Zahltag (Fernsehreihe)
- 1991: Drei Damen vom Grill (Fernsehserie, 3 Folgen)
- 1991: Polizeiruf 110: Mit dem Anruf kommt der Tod (Fernsehreihe)
- 1991: Der Rest, der bleibt
- 1991: Drei reizende Schwestern: Ein Hauch von Alpenglüh’n (Fernsehreihe)
- 1992: Praxis Bülowbogen (Fernsehserie, 1 Folge)
- 1993–1994: Gute Zeiten, schlechte Zeiten (Fernsehserie, 6 Folgen)
- 1996–1997: Der Mond scheint auch für Untermieter (Fernsehserie, 13 Folgen)
- 1997: Dr. Stefan Frank – Der Arzt, dem die Frauen vertrauen (Fernsehserie, 1 Folge)
- 1997: Wie Pech und Schwefel (Fernsehserie, 1 Folge)
- 1999: Gefährliche Wahrheit
- 1999: Der letzte Zeuge (Fernsehserie, 1 Folge)
- seit 1999: In aller Freundschaft (Fernsehserie)
- 2000: Im Namen des Gesetzes (Fernsehserie, 1 Folge)
- 2001: Dr. Sommerfeld – Neues vom Bülowbogen (Fernsehserie, 1 Folge)
- 2003: Hallo Robbie! (Fernsehserie, 1 Folge)
- 2003: Um Himmels Willen (Fernsehserie, 1 Folge)
- 2008: Endlich Samstag! (Fernsehserie, 11 Folgen)
- 2011: In aller Freundschaft: Was wirklich zählt (Fernsehfilm)
- 2013: In aller Freundschaft: Bis zur letzten Sekunde (Fernsehfilm)
- seit 2015: In aller Freundschaft – Die jungen Ärzte (Fernsehserie; Gastauftritte)
- 2018: In aller Freundschaft: Zwei Herzen (Fernsehfilm)

## Synchronrollen (Auswahl)
Christa Miller
- 2001–2010: Scrubs – Die Anfänger (Fernsehserie) als Jordan Sullivan
- 2018: Breaking In als Maggie Harris

Megumi Hayashibara
- 2003–2006, seit 2018: Detektiv Conan (Fernsehserie) als Ai Haibara / Shiho Miyano
- seit 2008: Detektiv Conan (Filmreihe) als Ai Haibara / Shiho Miyano

Kelly Rowan
- 2004–2007: O.C., California (Fernsehserie) als Kirsten Cohen
- 2013–2015: Perception (Fernsehserie) als Natalie Vincent

Brenda Strong
- 2005–2012: Desperate Housewives (Fernsehserie) als Mary Alice Young
- 2012–2014: Dallas (Fernsehserie) als Ann Ewing

### Filme
- 1993: Cathia Caro in Des Königs bester Mann als Antoinette de Saint–Sever
- 1995: Debra Messing in Dem Himmel so nah als Betty Sutton
- 1996: Cynthia Gibb in Zwei Väter unterm Tannenbaum als Jodie Ennis
- 1997: Victoria Eagger in Diana & ich als Carol
- 1998: Maggie Wheeler in Ein Zwilling kommt selten allein als Marva Kulp Jr.
- 1998: Rachel Weisz in Brombeerzeit als Ag (Agapanthus)
- 1999: Stacy Haiduk in Das Darwin–Projekt als Jenny Carter
- 2000: Andrea Cerná in Die Mühlenprinzessin 2 als Eliska
- 2001: Lucinda Jenney in Verrückt/Schön als Courtney Oakley
- 2002: Maria Bello in Auto Focus als Patricia Crane
- 2003: Charlize Theron in Monster als Aileen
- 2004: Rebecca Romijn in The Punisher als Joan
- 2005: Die Reise der Pinguine als Pinguin–Mutter
- 2009: Kerry Fox in Bright Star als Mrs. Brawne
- 2013: Rachel Weisz in Die fantastische Welt von Oz als Evanora
- 2017: Laura Dern in Star Wars: Die letzten Jedi als Vizeadmiral Holdo
- 2018: Marisa Tomei in The First Purge als Architektin Dr. May Updale

### Serien
- 1965–1971: Sigrid Valdis in Ein Käfig voller Helden als Hilda [2. Synchro] in Staffel 2–6
- 1992–1993: Carol Bilger in Die sechs–Millionen–Dollar–Familie als Bionic–2 (Helen Bennett)
- 1993–1994: Kath Soucie in Sonic the Hedgehog als Sally Acorn
- 1996–2007: Andrea Ferrell in Eine himmlische Familie als Heather Cain
- 1997–2003: Elizabeth Anne Allen in Buffy – Im Bann der Dämonen als Amy Madison
- 1998–2000: Yuri Amano in Der Planet der Dinosaurier als Tiger
- 2006–2007: Monica Keena in Grey’s Anatomy als Bonnie Crasnoff
- 2022: Janel Moloney in Bull als ADA Sutherland

## Autobiografie
- Andrea Kathrin Loewig: Feuerpferd: Fest entschlossen, die Welt zu erobern. Verlag Verlag Neues Leben, Berlin 2022, ISBN 978-3-355-01898-2.

## Auszeichnungen
- 2004: Deutschen Preis für Synchronarbeit in der Kategorie Herausragende weibliche Synchronarbeit für Monster